# 도피오

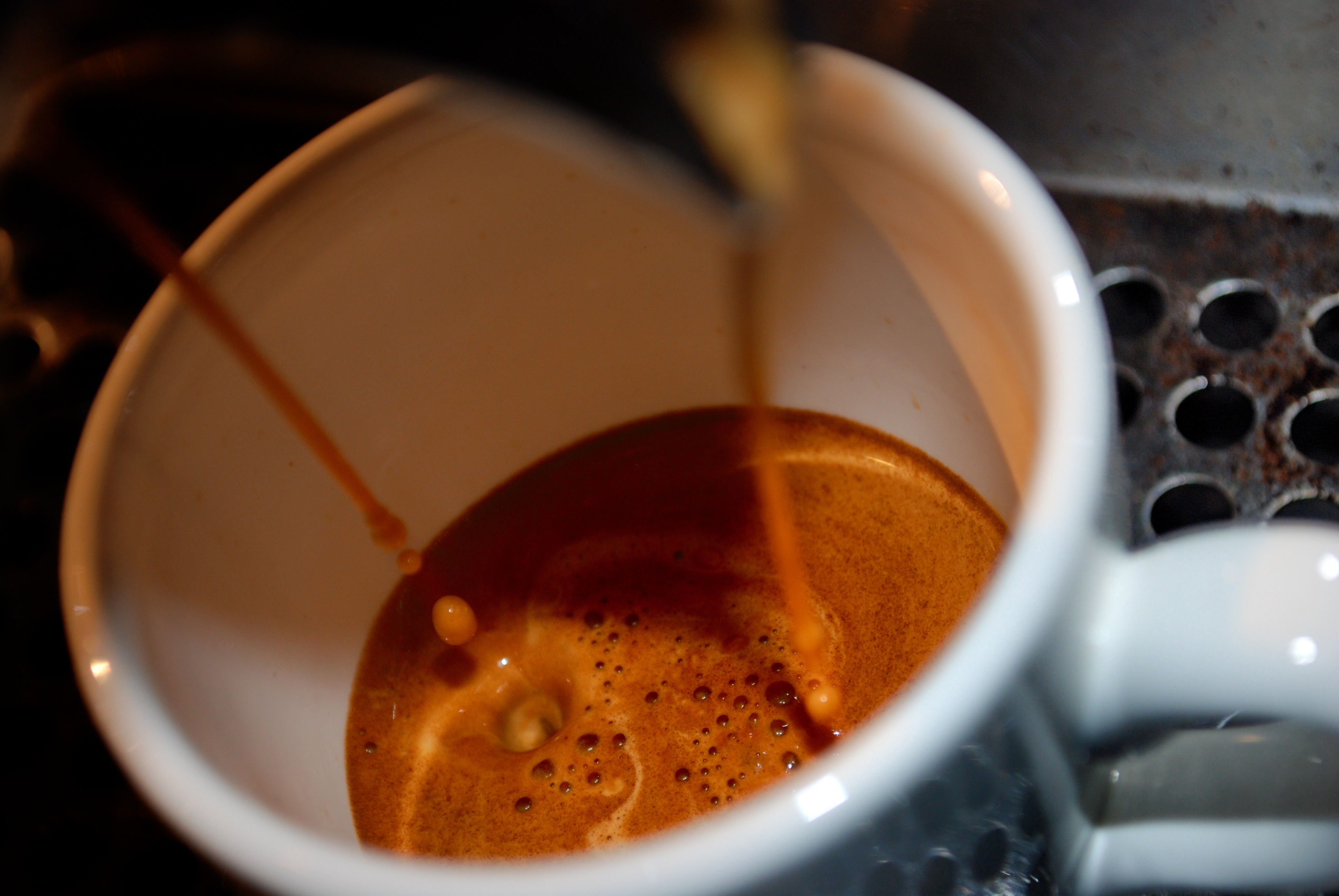
도피오 추출 모습

도피오(Doppio espresso, 이탈리아어 발음: [ˈdoppjo])는 더 큰 크기의 포터필터 바스켓에 두 배의 분쇄 커피를 사용하여 추출한 더블 샷이다. 그 결과 60ml(2.1 imp fl oz; 2.0 US fl oz)의 음료가 만들어지며, 이는 싱글 샷 에스프레소 양의 두 배이다. 도피오는 "더블"을 의미하는 이탈리아어 승수(multiplier)이다. 4개의 싱글 에스프레소가 2개의 더블 포터필터를 사용하여 만들어지는 바리스타 대회에서 에스프레소 품질을 판단하는 기준으로 인해 일반적으로 스탠더드 더블이라고 불린다.
이와는 대조적으로 에스프레소의 싱글 샷은 솔로("싱글")라고 하며 레버식 에스프레소 머신으로 추출할 수 있는 최대 분쇄 커피 양이었기 때문에 개발되었다. 이탈리아 이외의 대부분의 카페에서는 도피오가 표준 샷이다. 솔로는 더 작은 포터필터 바스켓이 필요하기 때문에 솔로 샷은 종종 2개의 스파우트 포터필터에서 도피오를 만들고 흘러나오는 것 중 하나만 제공한다. 흘러나오는 것 중 다른 하나는 버리거나 다른 음료에 사용할 수 있다.

## 같이 보기
- 에스프레소